# Acalolepta affinis
Acalolepta affinis es una especie de escarabajo longicornio del género Acalolepta, tribu Monochamini, subfamilia Lamiinae. Fue descrita científicamente por Breuning en 1935.
Se distribuye por Nepal, China, India, Indonesia, Vietnam, Sumatra y Birmania. Mide aproximadamente 15-30 milímetros de longitud.